# Carphoides inconspicuaria
Carphoides inconspicuaria là một loài bướm đêm trong họ Geometridae.